# Rosalinda 2020 (telefilme)
Rosalinda é um filme curta-metragem de 2020 dirigido por Isaiah Mustafa. 

## Elenco
- Diego Felipe
- Emeraude Toubia
- Thales Egidio
- Ana Cecilia Mendes
- Sara Vidal

## Sinopse
Rosalinda é uma moça que descobre que está grávida e confronta o Pai, longe de casa em um confessionário recebe ajuda de um padre.

## Empresa de produção
CBS Studios.